# Scheurebe

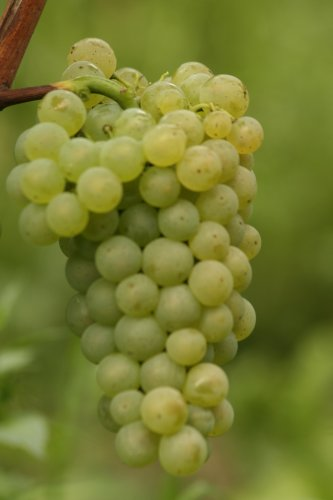
Hrozen odrůdy Scheurebe

Scheurebe je pozdní moštová odrůda révy vinné (Vitis vinifera), určená k výrobě bílých vín, vyšlechtěná v Německu roku 1916. Je po odrůdě Müller Thurgau, společně s odrůdou Kerner, jedním z nejúspěšnějších německých novokřížení, nicméně je odrůdou poměrně náročnou na polohy, s průměrnými výnosy, takže osazené plochy vinic mají v Německu klesající tendenci.

## Popis
Réva vinná (Vitis vinifera) odrůda Scheurebe je jednodomá dřevitá pnoucí liána dorůstající v kultuře až několika metrů. Kmen tloušťky až několik centimetrů je pokryt světlou borkou, která se loupe v pruzích. Úponky révy jsou krátké, umožňují této rostlině pnout se po pevných předmětech. Růst je středně bujný až bujný s polovzpřímenými letorosty. Vrcholky letorostů jsou otevřené, světle zelené s bronzovým až červenohnědým nádechem, velmi slabě pigmentované antokyaniny, pouze slabě bíle vlnatě ochmýřené. Internodia a nodia jsou zelená s červenými pruhy, bez ochmýření, pupeny jsou pouze velmi slabě pigmentované antokyaniny. Mladé lístky jsou zelené s bronzovým nádechem, slabě pigmentované antokyaniny, pouze slabě pavučinovitě ochmýřené. Jednoleté réví je žlutavě hnědé až šedohnědé, rýhované, eliptického průřezu.
Listy jsou podobné listům odrůdy Sylvánské zelené. Jsou středně velké, okrouhlé až pentagonální, pětilaločnaté se středně hlubokými horními výkroji, které jsou většinou překryté s průsvitem, s oblým až plochým dnem, dolní výkroje jsou většinou otevřené, s oblým, méně často až s plochým dnem. čepel je slabě až průměrně puchýřnatá, zvlněná a svraskalá, zoubkování na okraji je méně výrazné. Řapíkový výkroj je lyrovitý, někdy úzce otevřený, ale většinou široce překrytý s průsvitem (pro odrůdu je typický „praporek“ na listu v místě výkroje), řapík je kratší až středně dlouhý, stejně dlouhý, jako medián listu, zelený, žilnatina listu je pouze velmi slabě pigmentovaná antokyaniny. Listy zůstávají na keři i na podzim dlouho zelené, později získávají žlutou barvu.
Oboupohlavní pětičetné květy v hroznovitých květenstvích jsou žlutozelené, samosprašné. Plodem jsou malé až středně velké, kulaté, žlutozelené bobule jednotné barvy a velikosti, se středně silnou, průměrně ojíněnou slupkou, jejichž dužina je rozplývavá, s typickým, odrůdovým aroma, připomínajícím černý rybíz. Stopečka bobulí je krátká, obtížně oddělitelná. Hrozny jsou malé až středně velké (108 g), husté až velmi husté, válcovité, občas s křidélkem, stopky jsou krátké, průměrně lignifikované.

## Původ a rozšíření
Scheurebe je moštová odrůda vinné révy (Vitis vinifera), kterou vyšlechtil roku 1916 Dr. George Scheu (1897–1949) v Německu, ve šlechtitelské stanici v Alzey ve spolkové zemi Porýní-Falc. Dlouho byla odrůda považována za křížence odrůd Sylvánské zelené a Ryzlink rýnský. Známý německý šlechtitel Helmut Becker to vysvětluje faktem, že původním záměrem Dr. Scheu bylo vyšlechtit odrůdu, která by měla výraznější aroma a větší odolnost vůči mrazu a chloróze, než právě odrůda Sylvánské zelené.
Genová analýza, provedená koncem 90. let 20. století Dr. Ferdinandem Regnerem v Rakousku (HBfWO Klosterneuburg) potvrdila Ryzlink rýnský jako otcovskou odrůdu, Sylvánské zelené ovšem vyloučila. Je známo, že Dr. Scheu často jako partnera při šlechtění používal semenáčky divoké révy, je proto možné, že právě jeden z těchto semenáčků se stal mateřskou odrůdou.
Scheurebe byla v Německu registrována roku 1956 a roku 2007 se pěstovala ve 13 klonech na 1.702 hektarech vinic, převážně v oblastech Rheinhessen 953 ha, Falc, Nahe a Franken. Na poměrně velkých plochách najdeme odrůdu i v Rakousku, roku 1999 zde byla vysazena na 530 ha, pod názvem Sämling 88 je pěstována například v okolí Neusiedler See či ve Štýrsku, hrozny se používají k výrobě bobulových výběrů a ledových vín. Dále se odrůda pěstuje na malých plochách i na jihu Anglie, ve státech Kalifornie a Oregon v USA a na západě Austrálie.
Odrůda není zapsána do Státní odrůdové knihy České republiky a není ani odrůdou, povolenou k výrobě zemských vín, nicméně vzácně ji najdeme i na našich vinohradech a s odrůdovými víny se lze ojediněle setkat na místních koštech.

## Název
Šlechtitelský název odrůdy byl Sämling 88, pod tímto názvem najdeme odrůdu místy ještě dnes v Rakousku. Na počest šlechtitele, kterým byl Dr. George Scheu (1897–1949), bývalý ředitel šlechtitelské stanice v Alzey, byla odrůda přejmenována roku 1945, přičemž sufix „rebe“ v překladu z němčiny znamená „réva“.
Lokálně používaná synonyma této odrůdy jsou : Шойребе, Самлинг 88, Альцей S. 88 (vše Rusko), Alzey S. 88, S 88, Saemling, Sämling 88 (Rakousko), Scheu 88, Scheu Riesling, Dr. Wagnerrebe.

## Příbuzné odrůdy, možné záměny
V Německu je registrován tetraploidní klon odrůdy Scheurebe, zapsaný v katalogu odrůd VIVC samostatně.
Frühe Scheurebe, jedno ze synonym odrůdy Bacchus, dalo, vytrženo z kontextu, vzniknout domněnce, že se jedná o odrůdu, která byla dříve nazývána Scheurebe („früh“, německy „dříve“, ale též mj. „raně, časně, brzy“), jedná se samozřejmě o omyl, synonymum obě jinak typově podobné odrůdy vlastně odlišuje (myšleno tím, že Bacchus je „raněji dozrávající, než Scheurebe“).

## Pěstování
Réví dobře vyzrává, ale i vyzrálé réví je nejvýše průměrně odolné mrazu. Odrůda nemá sklon ke sprchávání. Plodnost je střední, (7) 9–11 t/ha při cukernatosti (16) 18–21 °NM a aciditě (6) 8–10 g/l. Hodí se pro většinu vedení, snáší dobře i krátký řez, doporučuje se ale vedení vyšší s řezem na dlouhé tažně. Vhodné jsou podnože SO-4, T 5C a 125 AA.

### Fenologie
Odrůda raší i kvete středně pozdně, dozrává pozdně, koncem září až počátkem října.

### Choroby a škůdci

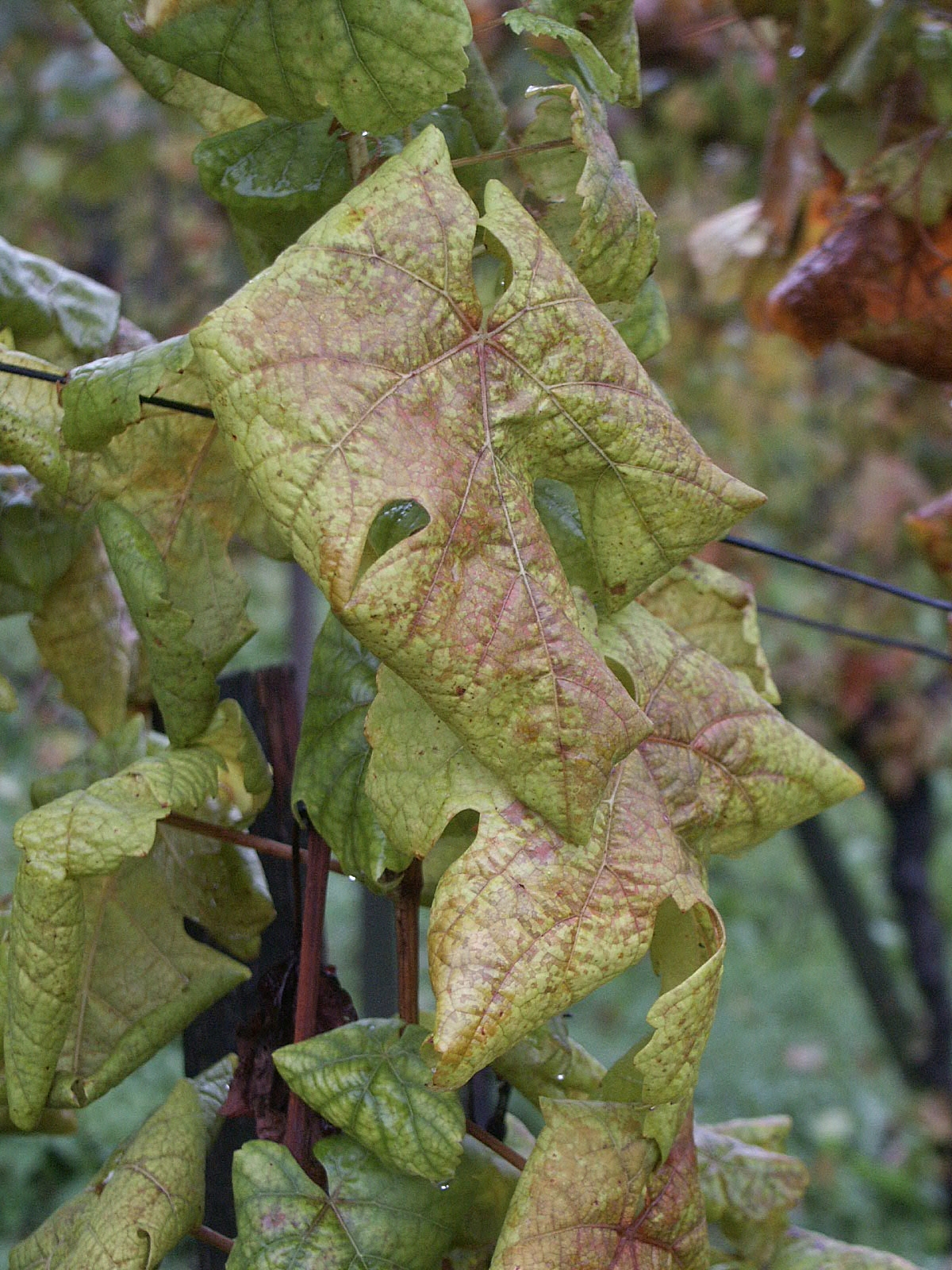
Listy Scheurebe, napadené fytoplazmózou

Odolnost proti plísni révové (Plasmopara viticola) je mírně nadprůměrná, vůči plísni šedé (Botrytis cinerea) průměrná, vůči padlí révovému (Uncinula necator) nízká. Odrůda dobře odolává chloróze, ale občas trpí fytoplazmózou (Grapevine flavescence doreé phytoplasma).

### Poloha a půdy
Tak jako Ryzlink rýnský má odrůda poměrně vysoké nároky na polohu, v horších polohách hrozny nevyzrají dostatečně a mošt má vysokou aciditu. Vyžaduje hlubší, úrodnější půdy, na suchých půdách bývají menší sklizně. Dobře snáší vyšší obsah vápníku v půdě.

## Víno
Jsou-li hrozny vyzrálé, vyznačují se velmi vysokou cukernatostí a poskytují kvalitní vína, jsou-li ovšem sklizeny příliš časně, mají vína vysokou aciditu a buket může být docela nepříjemný, travnatý.
Typické víno je zlatavé až zlatožluté, střední acidity, květinové vůně a příjemné, plné chuti, podobné vyzrálým ryzlinkům. V chuti i vůni můžeme hledat květiny, černý rybíz, grapefruity, jemné muškátové tóny a tropické ovoce. Jemná kabinetní vína a pozdní sběry mají osobitý odrůdový buket, v chuti jemnou ovocitost a harmonické spojení živých kyselin a zbytkového cukru. Odrůda často poskytuje přívlastková vína QmP v podobě sladkých, dezertních, místy i botrytických ušlechtilých výběrů s tóny manga, zralých hrušek, broskví, medu a tropického ovoce, která dobře vyzrávají. Někdy se u nich objevuje v buketu i jemný muškátový tón či růžový květ.
Vína jsou vhodná k archivaci, dobře zrají, suchá najdou uplatnění jako vhodný doplněk k masitým, mírně kořenitým pokrmům, ušlechtilé výběry jako aperitiv či dezert. „Scheurebe“ si získalo přezdívku „německý Sauvignon Blanc“, často se používá i do různých kupáží.
Nejznámějšími německými výrobci odrůdových vín jsou Andreas Laible (Durbach, Baden), Weegmüller (Neustadt-Haardt) a Fuhrmann-Eymael (Pfeffingen).

### Multimédia
- Ing. Radek Sotolář : Multimediální atlas podnožových, moštových a stolních odrůd révy, Mendelova zemědělská a lesnická universita Brno, zahradnická fakulta v Lednici
- Martin Šimek : Encyklopédie všemožnejch odrůd révy vinné z celýho světa s přihlédnutím k těm, co již ouplně vymizely, 2008–2012